# تشارلز فرايز
تشارلز فرايز (بالإنجليزية: Charles W. Fries)‏ هو مخرج منفذ ومنتج تلفزيوني ومنتج أفلام أمريكي، ولد في 30 سبتمبر 1928 في سينسيناتي في الولايات المتحدة.

## وصلات خارجية
- تشارلز فرايز على موقع IMDb (الإنجليزية)
- تشارلز فرايز على موقع قاعدة بيانات الفيلم (الإنجليزية)